# Фонсека, Рубен
Рубен Фонсека (порт. Rubem Fonseca, 11 мая 1925, Жуис-ди-Фора — 15 апреля 2020, Рио-де-Жанейро) — бразильский писатель и сценарист.

## Биография
C восьми лет жил в Рио-де-Жанейро. Учился на юридическом факультете столичного университета. В 1952—1958 служил в полиции. В 1953—1954 изучал право в Нью-Йорке, с 1954 преподавал в полицейской школе Рио-де-Жанейро.
Один из трёх его сыновей — кинорежиссёр Жозе Энрике Фонсека.

## Творчество
Дебютировал как новеллист. Автор криминальных новелл и романов из жизни дна, написал несколько киносценариев, многие его произведения были экранизированы (в том числе — его сыном). Городской, обычно — столичный фон действия, внимание к тёмным сторонам человеческого существования, эротические мотивы резко отличают прозу Фонсеки от традиционной бразильской словесности, во многом сосредоточенной на картинах сельской жизни.
Писатель не давал интервью, не появлялся на публике.

## Произведения
- Заключённые / Os prisioneiros (1963, новеллы)
- A coleira do cão (1965, новеллы)
- Lúcia McCartney (1967, новеллы)
- Дело Мореля / O caso Morel (1973, роман)
- Счастливого Нового года / Feliz Ano Novo (1975, новеллы)
- O cobrador (1979, новеллы, экранизированы в 2006)
- A grande arte (1983, роман, экранизирован в 1991 Вальтером Саллесом)
- Жаба и Спалланцани / Bufo & Spallanzani (1986, роман, экранизирован в 2001, писатель получил премию за лучший сценарий)
- Vastas emoções e pensamentos imperfeitos (1988, роман об Исааке Бабеле)
- Август / Agosto (1990, роман)
- Черный роман и другие истории / Romance negro e outras histórias (1992, новеллы)
- O selvagem da ópera (1994, роман)
- O buraco na parede (1995, новеллы)
- Любовные истории / Histórias de amor (1997, новеллы)
- E do meio do mundo prostituto só amores guardei ao meu charuto (1997, роман)
- Братство клинков / A confraria dos espadas (1998, новеллы)
- O doente Molière (2000, роман)
- Secreções, excreções e desatinos (2001, новеллы)
- Pequenas criaturas (2002, новеллы)
- Diário de um fescenino (2003, роман)
- 64 Contos de Rubem Fonseca (2004, избранные новеллы)
- Mandrake, a bíblia e a bengala (2005, роман)
- Ela e outras mulheres (2006, новеллы)
- O romance morreu (2007, новеллы)
- O Seminarista (2009, роман)
- José (2011, роман)
- Axilas e Outras Histórias Indecorosas (2011, новеллы)

## Признание
Один из наиболее авторитетных и влиятельных бразильских и латиноамериканских прозаиков, доказательством чего служат вручённые ему крупнейшие, наиболее престижные премии Хуана Рульфо (2003), премия Камоэнса (2003), премия Меркосура «Конекс» за литературу (2004),  Литературная премия Машаду де Ассиса (2015), а также многие другие награды, в частности — он пятикратный лауреат национальной литературной премии Жабути. Романы и новеллы писателя переведены на большинство европейских языков.